# Arhitectura Oneștiului
Arhitectura Oneștiului este compusă din clădiri de tip blocuri de apartamente, duplexuri⁠(d), clădiri rezidențiale pe un singur nivel și case, dar și clădiri industriale. În privința vechimii acestea variază de la cele construite după 1945 la cele construite înainte de 1945, ce sunt preponderent case.

## Sistematizare
Pentru angajații complexului industrial de la Borzești a apărut necesitatea unui ansamblu de locuințe și clădiri socio-culturale care să asigure cazarea și alte nevoi de viață. În decembrie 1952 a fost realizat primul proiect de sistematizare în cadrul Institutului de Proiectare a Construcțiilor (IPC) București de către arhitecții M. Silianu și Mariana Vereanu. Proiectul prevedea industriile componente ale grupului, amplasamentul, accesele de șosea la grupul industrial, legătura feroviară, grupa de bază (populația activă) care va determina numărul total de locuitori, distanțele de protecție sanitară și caracterul noii așezări. Pe acest fond s-au atașat toate proiectele, în special a doua schiță de sistematizare, elaborate ulterior.

## Clădiri rezidențiale

### Cvartalul I (1953–1954)
Primele investiții au fost elaborate în cadrul primului cvartal, între 1953 și 1954, de către autorii M. Silianu (proiectul de sistematizare) și C.I. Stănescu (proiectul construcțiilor de locuințe). Proiectarea și construcția au fost prezentate în cadrul Revistei de Arhitectură a R.P.R., fiind analizat critic.

### Cvartalul II (1957)
La Institutul de Proiectare a Construcțiilor (IPC) București în paralel cu primul cvartal s-a elaborat și proiectul celui de-al doilea în privința sistematizării și investițiilor în 1957, cu o schiță a orașului refăcută pentru a se micșora suprafața ocupată de construcții și redarea a unei părți de teren agriculturii. Autorul a fost CI. Stănescu. În 1958, la Institutul Central pentru Sistematizarea Orașelor și Regiunilor (I.C.S.O.R.) a fost realizat un studiu tehnico-economic privind aspecte neeconomice în proiectarea cvartalului (pe baza studiului I.P.C.) și proiectul acestuia, bazat pe concluziile studiului tehnico-economic ce l-a avut ca autor pe arhitectul Boris Grünberg.

### Cvartalul III (1958)
În anul 1958 a fost realizat proiectul cvartalului III de către arhitectul N. Florescu în cadrul Institutului Central pentru Sistematizarea Orașelor și Regiunilor (I.C.S.O.R.). Cu aceeași ocazie au fost revizuite proiectele cvartalelor II și III după hotărârile plenarelor regionale de partid cu scopul reducerii costului de construcție.